# アクティオ
株式会社アクティオは、建機レンタル事業を行う企業。本社を東京都中央区に置く。
建機レンタル業界最大手。

## 概要
「レンサルティング」を企業テーマとして掲げる。
社名はドイツ語で行動を意味する「AKTION」を捩ったものだが、それぞれActive（積極的な）、Know-how（ノウハウ）、Technology（技術）、Integrated（集合・集積）、Organization（組織）の頭文字に由来する。

## 沿革
- 1967年（昭和42年）- 水中ポンプのレンタル事業を目的として、新電気株式会社を設立。資本金150万円。
- 1991年（平成3年）- 株式会社アクティオに社名変更。
- 1995年（平成7年）- 阪神・淡路大震災の復興支援のため、現地対策本部を設置し、24時間体制で支援。
- 1997年（平成9年）- 都内流通拠点拡充のため、白山センター（東京都文京区白山）、南麻布センター（同港区南麻布）を開設。
- 2001年（平成13年）- 水中ポンプ、水処理関係機械の一括整備・再生工場「テクノパーク工場」が栃木県下都賀郡（現・栃木市）に完成。
- 2005年（平成17年）- 新潟県中越地震の復興支援のため、小千谷営業所を開設。
- 2008年（平成20年）- レンサルティングフェアを福岡、大阪、東京、仙台にて開催。
- 2011年（平成23年）- 東日本大震災の復興支援のため、現地対策本部を設置。
- 2012年（平成24年）
  - エスアールエス株式会社の株式を取得。
  - 千葉県山武市白幡に千葉東金テクノパーク工場が完成。
- 2013年（平成25年）- 株式会社アクティオホールディングスを設立。
- 2014年（平成26年）
  - 株式会社エニックスを吸収合併
  - インドネシアにPT AKTIO EQUIPMENT INDONESIAを設立。
- 2015年（平成27年）
  - 株式会社桜川ポンプ製作所、株式会社ソクトの株式を取得。
  - 三重県いなべ市に三重いなべテクノパーク工場が完成。
- 2016年（平成28年）
  - アクティオホールディングスが株式会社共成レンテムを完全子会社化。
  - 東京都江東区新砂に東京DLセンターが完成
- 2017年（平成29年）- 上田建機株式会社、国広機工株式会社、機械商事株式会社、機械興業株式会社、ダイドー重機商工株式会社の株式を取得。
- 2018年（平成30年）- アクティオホールディングスが三信建設工業株式会社を子会社化。
- 2019年（平成31年/令和元年）
  - 長岡、四国にてレンサルティングフェアを開催。
  - 株式会社リンクの株式を取得。
  - ワールド開発工業株式会社の株式を一部取得。
- 2020年（令和2年）
  - ワールド開発工業株式会社、株式会社あさひコーポレーション、株式会社地巧社、建機サービス株式会社、北央貨物運輸株式会社の株式を取得。
  - 大阪府大阪市に大阪DLセンターが完成。
  - 広島県東広島市に広島テクノパーク統括工場が完成。
- 2022年（令和4年）
  - アクティオショールーム「レンサルティングスタジオ」を開設。
  - 株式会社技研製作所と業務提携を締結。
  - 株式会社第一産商の株式を取得。
  - 大阪DLセンターがグッドデザイン賞を受賞。

## レンサルティング
1997年に「レンサルティング」という名称を商標登録し、意識的に提案し始めた。レンサルティングとは、コンサルティングのあるレンタルという意味の造語である。客との表面的な付き合いで終わってしまうことなく、もっと食い込んでいくための提案力ともいえる。具体的には以下の通り。
- 顧客が必要とする機械装置を改造・組立できる技術力・ノウハウを持ち、臨機応変に機械を改造してレンタルする。
- 単に注文されて貸し出すのではなく、ゼネコンが作成する工程表を共有し、必要な機器類を事前に段取りしてタイミングよく投入する。

最終的にはどんな注文にも応え、アクティオは頼りになるとお客様に言っていただくことがまさしくレンサルティングである。